# Circonscription électorale de Minorque
Ne doit pas être confondu avec Circonscription autonomique de Minorque.
La circonscription électorale de Minorque est l'une des circonscriptions électorales insulaires espagnoles utilisées comme divisions électorales pour les élections générales espagnoles.
Elle correspond géographiquement à l'ile de Minorque.

## Historique
Elle est instaurée en 1977 par la loi pour la réforme politique puis confirmée avec la promulgation de la Constitution espagnole qui précise à l'article 69 alinéa 3 que chaque île constitue une circonscription électorale.

## Sénat

### Synthèse
|       |       | 1977 | 1979 | 1982 | 1986 | 1989 | 1993 | 1996 | 2000 | 2004 | 2008 | 2011 | 2015 | 2016 | 04/19 | 11/19 | 2023 |
| ----- | ----- | ---- | ---- | ---- | ---- | ---- | ---- | ---- | ---- | ---- | ---- | ---- | ---- | ---- | ----- | ----- | ---- |
| UCD   |       | 1    |      |      |      |      |      |      |      |      |      |      |      |      |       |       |      |
| PSOE  |       |      | 1    | 1    | 1    |      |      |      |      |      | 1    |      |      |      | 1     |       |      |
| PP    |       |      |      |      |      | 1    | 1    | 1    | 1    | 1    |      | 1    | 1    | 1    |       | 1     | 1    |
|       |       |      |      |      |      |      |      |      |      |      |      |      |      |      |       |       |      |
| Total | Total | 1    | 1    | 1    | 1    | 1    | 1    | 1    | 1    | 1    | 1    | 1    | 1    | 1    | 1     | 1     | 1    |

### 1977
| Parti | Parti | Sénateurs                |
| ----- | ----- | ------------------------ |
| UCD   |       | Guillermo de Olives Pons |

### 1979
| Parti | Parti | Sénateurs       |
| ----- | ----- | --------------- |
| PSOE  |       | Tirso Pons Pons |

### 1982
| Parti | Parti | Sénateurs                    |
| ----- | ----- | ---------------------------- |
| PSOE  |       | Antonio Villalonga Riudavets |

### 1986
| Parti | Parti | Sénateurs                    |
| ----- | ----- | ---------------------------- |
| PSOE  |       | Antonio Villalonga Riudavets |

### 1989
| Parti | Parti | Sénateurs                    |
| ----- | ----- | ---------------------------- |
| PP    |       | Martín José Escudero Sirerol |

### 1993
| Parti | Parti | Sénateurs                    |
| ----- | ----- | ---------------------------- |
| PP    |       | Martín José Escudero Sirerol |

### 1996
| Parti | Parti | Sénateurs              |
| ----- | ----- | ---------------------- |
| PSOE  |       | Bernardo Llompart Díaz |

- Bernardo Llompart est remplacé en 1999 par Lorenzo Cardona Seguí.

### 2000
| Parti | Parti | Sénateurs       |
| ----- | ----- | --------------- |
| PP    |       | José Seguí Díaz |

### 2004
| Parti | Parti | Sénateurs       |
| ----- | ----- | --------------- |
| PP    |       | José Seguí Díaz |

### 2008
| Parti | Parti | Sénateurs             |
| ----- | ----- | --------------------- |
| PSOE  |       | Arturo Bagur Mercadal |

### 2011
| Parti | Parti | Sénateurs                 |
| ----- | ----- | ------------------------- |
| PP    |       | Juana Francisca Pons Vila |

### 2015
| Parti | Parti | Sénateurs                 |
| ----- | ----- | ------------------------- |
| PP    |       | Juana Francisca Pons Vila |

### 2016
| Parti | Parti | Sénateurs                 |
| ----- | ----- | ------------------------- |
| PP    |       | Juana Francisca Pons Vila |

### Avril 2019
| Parti | Parti | Sénateurs                     |
| ----- | ----- | ----------------------------- |
| PSOE  |       | Maria del Carme Garcia Querol |

### Novembre 2019
| Parti | Parti | Sénateurs            |
| ----- | ----- | -------------------- |
| PP    |       | Jordi López Ravanals |

- Jordi López (PP) est remplacé en novembre 2020 par Cristóbal Marqués Palliser.

### 2023
| Parti | Parti | Sénateurs                  |
| ----- | ----- | -------------------------- |
| PP    |       | Cristóbal Marqués Palliser |